# Walter Tschuppik
Walter Tschuppik, né le 7 juillet 1889 à Leitmeritz en royaume de Bohême, en Autriche-Hongrie, et mort en avril 1955 à Vienne en Autriche est un écrivain et journaliste de langue allemande. 

## Biographie
Walter Tschuppik est le frère de Karl Tschuppik. 
En 1933, date de l'arrivée au pouvoir des Nazis, Tschuppik, qui est juif, émigre d'Allemagne et s'exile à Prague en Tchécoslovaquie. De 1935 à 1939, il y publie un journal de langue allemande Montag. En 1940, il parvient à quitter la Tchécoslovaquie occupée par l'Allemagne et à gagner Londres. En 1946, il revient en Allemagne à Munich, où il est éditeur au journal Abendblatt. 

## Ouvrages

### Publications en exil
- 1935, Die Toten steigen aus den Gräbern, essai, Prague, Refter
- 1940, The Quislings. Hitler's Trojan horses, essai, Londres, Hutchinson; traduction espagnole 1941, éditions Minerva, Mexico

## Sources
- (de) Wilhelm Sternfeld, Eva Tiedemann, 1970, Deutsche Exil-Litteratur 1933-1945 deuxième édition augmentée, Heidelberg, Verlag Lambert Schneider.